# U Leporis
U Leporis är en pulserande variabel av RR Lyrae-typ (RRAB) i stjärnbilden Haren.
Stjärnan har en visuell magnitud som varierar mellan +9,890 och 11,093 med en period av 0,5814789 dygn eller 13,95549 timmar.